# 니콜라이 오가료프

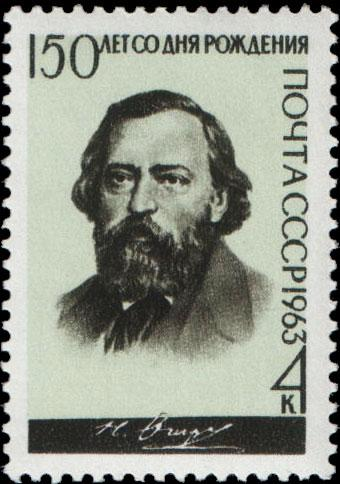

니콜라이 플라토노비치 오가료프(러시아어: Никола́й Плато́нович Огарёв: 1813년 12월 6일 - 1877년 6월 12일)는 러시아의 시인, 역사가, 정치운동가다. 1861년 농노해방령의 한계에 대해 매우 비판적이었다.
오가료프는 다른 러시아인 망명객 알렉산드르 게르첸과 매우 절친한 사이였다. 1827년 여름, 두 사람은 모스크바가 내려다보이는 참새언덕에서 조국이 자유로워질 때까지 쉬지 않겠다고 맹세했다. 이후 영국으로 망명한 두 사람은 신문 『콜로콜』을 인쇄해서 러시아로 밀수해 보냈다.